# Bluffton (Ohio)
Bluffton es una villa ubicada en el condado de Allen en el estado estadounidense de Ohio. En el Censo de 2010 tenía una población de 4125 habitantes y una densidad poblacional de 440,45 personas por km².

## Geografía
Bluffton se encuentra ubicada en las coordenadas 40°53′31″N 83°53′16″O / 40.89194, -83.88778. Según la Oficina del Censo de los Estados Unidos, Bluffton tiene una superficie total de 9.37 km², de la cual 9.19 km² corresponden a tierra firme y (1.91%) 0.18 km² es agua.

## Demografía
Según el censo de 2010, había 4125 personas residiendo en Bluffton. La densidad de población era de 440,45 hab./km². De los 4125 habitantes, Bluffton estaba compuesto por el 95.3% blancos, el 1.62% eran afroamericanos, el 0.19% eran amerindios, el 0.92% eran asiáticos, el 0.75% eran de otras razas y el 1.21% pertenecían a dos o más razas. Del total de la población el 1.53% eran hispanos o latinos de cualquier raza.

## Educación
Bluffton es el sitio de Bluffton Elementary School, Bluffton Middle School, Bluffton High School, y la Universidad de Bluffton.